# Temporada 1948-1949 del Liceu
La temporada 1948-49 va ser la del comiat, el dia 26 de gener, de la gran soprano barcelonina Mercè Capsir, que tan vinculada va estar al Liceu i que va interpretar Il matrimonio segreto, de Cimarosa, en la qual va actuar el seu deixeble i poc després també figura important, Joan Oncina. La representació de Carmen del 10 de juny de 1949 fou una funció de gala en honor del cap d'estat, el general Franco.
| Temporada 1948-1949 del Liceu |                         |                     |                     | |                                     |                                 |
| Òpera                         | Compositor              | Director musical    | Director d'escena   | Papers principals | Producció                           | Dates                           |
| Lakmé                         | Léo Delibes             | Louis Fourestier    | Leon Chery          | Mado Robin, Joseph Mallabrera, Louis Musy, Willy Clement, Madeleine Mathieu, Le Prin, Louise Disney, Jacqueline Cellier, Lily Darniere, Gabriel Jullia                                                                                       | Teatre Nacional de l'Òpera de París | 9 al 13 de gener                |
| Elektra                       | Richard Strauss         | Georges Sébastian   |                     | Anny Konetzni, Elsa Cavelti, Judith Hellwig, Vincenzo Maria Demeta, Theo Herrmann, Alois Pernerstorfer, Bartomeu Bardagí, Josep Torruella, Manolita Solé, Carme Gombau, Ángeles Rossini, Margarida Sabartés, Concepció Martí, Assumpció Picó |                                     | 15, 17, 20 febrer               |
| Lohengrin                     | Richard Wagner          | Georges Sébastian   |                     | Victòria dels Àngels, Elsa Cavelti, Thyge Thygesen, Alois Pernerstorfer, Olsen |                                     | 16 de febrer                    |
| El caçador furtiu             | Carl Maria von Weber    | Georges Sébastian   |                     | Victòria dels Àngels, Herze, Thyge Thygesen, Torres, Pernerstorfer, Hermann. |                                     | 17 de febrer                    |
| Il Tabarro                    | Giacomo Puccini         | Napoleone Annovazzi | Augusto Cardi       | Lolita Torrentó, Raimon Torres, Renzo Pigni, Ettore Bastianini, Tony Rosado, Ana Maria Anelli, Linares, Bartomeu Bardagí. |                                     | 21 de desembre                  |
| Suor Angelica                 | Giacomo Puccini         | Napoleone Annovazzi | Augusto Cardi       | Rachele Ravina, Palmira Vitali-Marini, Angela Rossini, Carme Gombau, Pilar Torres, María Asunción Llenas, Mercedes Roca, Teresa Antisent |                                     | 21 de desembre                  |
| Gianni Schicchi               | Giacomo Puccini         | Augusto Cardi       | Napoleone Annovazzi | Raimon Torres |                                     | 21 de desembre                  |
| La bohème                     | Giacomo Puccini         | Vincenzo Marini     |                     | Victòria dels Àngels, Mario Fílippeschi, Lolita Torrentó, Piero Guelfi, Lluís Corbella |                                     | febrer                          |
| Tosca                         | Giacomo Puccini         | Josep Sabater       | Augusto Cardi       | Maria Caniglia, Gianni Poggi, Luigi Borgonovo, José María Gallardo, Vicente Riaza, Fernando Linares, Ricardo Fusté, Vicenç Lliñà |                                     | 18 de novembre                  |
| Fedora                        | Umberto Giordano        |                     |                     | Maria Caniglia, Ornella Rovero, Renzo Pigni, Manuel Ausensi, Asunción Picó, José M. Gallardo, Fernando Linares, Ricardo Fuster, Vicente Riaza, Manuel Rosas, Vicente Liná, Francesc Paulet                                                   |                                     |                                 |
| La Dolores                    | Tomás Bretón            |                     |                     | Manuel Ausensi |                                     |                                 |
| La fiamma                     | Ottorino Respighi       |                     |                     | |                                     |                                 |
| Il matrimonio segreto         | Domenico Cimarosa       |                     |                     | Manuel Ausensi, Mercè Capsir, Joan Oncina |                                     | 15, 18 i 26 de gener            |
| Carmen                        | George Bizet            | Napoleone Annovazzi | Napoleone Annovazzi | Toñy Rosado, Emilio Marinesco, Manuel Ausensi, Lolita Torrentó |                                     | 10 de juny                      |
| Don Giovanni                  | Wolfgang Amadeus Mozart | Napoleone Annovazzi | Augusto Cardi       | Gino Bechi, José María Gallardo, Rachele Ravina, Cesare Valletti, Lina Richarte, Tancredi Pasero, Antoni Cabanes, Ornella Rovero |                                     | 28 de novembre al 4 de desembre |
| Un ballo in maschera          | Giuseppe Verdi          | Josep Sabater       | Augusto Cardi       | Gianni Poggi, Raimon Torres, Maria Caniglia, Palmira Vitali-Marini, Lolita Torrentó, Antoni Cabanes, Lluís Corbella, José María Gallardo, Fernando Linares                                                                                   |                                     | 11, 14, 20 novembre             |
| Rigoletto                     | Giuseppe Verdi          | Josep Sabater       | Augusto Cardi       | Gianni Poggi, Raimon Torres, Maria Carme Segarra, Lluís Corbella, Anna Maria Aneli |                                     | 9 i 12 de desembre              |
| Faust                         | Charles Gounod          | André Cluytens      |                     | Géori Boué, Huc Santana, Georges Noré, Roger Bourdin, Jacqueline Cellier | Òpera de París                      | 24 de desembre                  |
| Pelléas et Mélisande          | Claude Debussy          |                     |                     | |                                     |                                 |
| Le Roi d'Ys                   | Édouard Lalo            | Louis Fourestier    | Louis Musy          | Suzanne Juyol, Georges Noré, Géori Boué, René Blanco, André Philippe, Gabriel Jullia |                                     | 8 de gener                      |
| La favorita                   | Gaetano Donizetti       | Vincenzo Marini     | Livio Luzzato       | Ebe Stignani, Mario Filippeschi, Piero Guelfi, Lluís Corbella, Fernando Linares, Assumpció Picó |                                     | 23, 25, 29 gener                |
| El barber de Sevilla          | Gioachino Rossini       | Napoleone Annovazzi | Augusto Cardi       | Amerigo Gentilini, Lluís Corbella, María de los Ángeles Morales, Gino Bechi, Tancredi Pasero, Fernando Linares, Carme Gombau |                                     |                                 |
| Tristany i Isolda             | Richard Wagner          | Georges Sébastian   | Livio Luzzatto      | Georg Fassnacht, Theo Herrmann, Erna Schlüter/Anny Konetzni, Raimon Torres, Derik Olsen, Elsa Cavelti, Bartomeu Bardagí |                                     | 3, 6 i 12 de febrer             |